# Le Val-Saint-François
A Regionalidade Municipal do Condado de Le Val-Saint-François está situada na região de Estrie na província canadense de Quebec. Com uma área de mais de mil quilómetros quadrados, tem, uma população de cerca de vinte e nove mil pessoas sendo comandada pela cidade de Richmond. Ela é composta por 18 municipalidades: 3 cidades, 8 municípios, 2 freguesias, 3 cantões e 2 aldeias.

## Municipalidades

### Cidades
- Richmond
- Valcourt
- Windsor

### Municípios
- Bonsecours
- Maricourt
- Racine
- Saint-Claude
- Sainte-Anne-de-la-Rochelle
- Stoke
- Ulverton
- Val-Joli

### Freguesias
- Saint-Denis-de-Brompton
- Saint-François-Xavier-de-Brompton

### Cantões
- Cleveland
- Melbourne
- Valcourt

### Aldeias
- Kingsbury
- Lawrenceville